# 奧斯車站
奧斯車站（荷蘭語：Station Oss）是位於荷蘭北布拉邦省奥斯的一座鐵路車站，於1881年6月4日啟用，位於蒂爾堡－奈梅亨鐵路上。目前的車站大樓建於1982年。在荷蘭的鐵路車站中，該站擁有最短的站名與站名縮寫。
2018年，該站每日約有8270名旅客利用。